# 타치

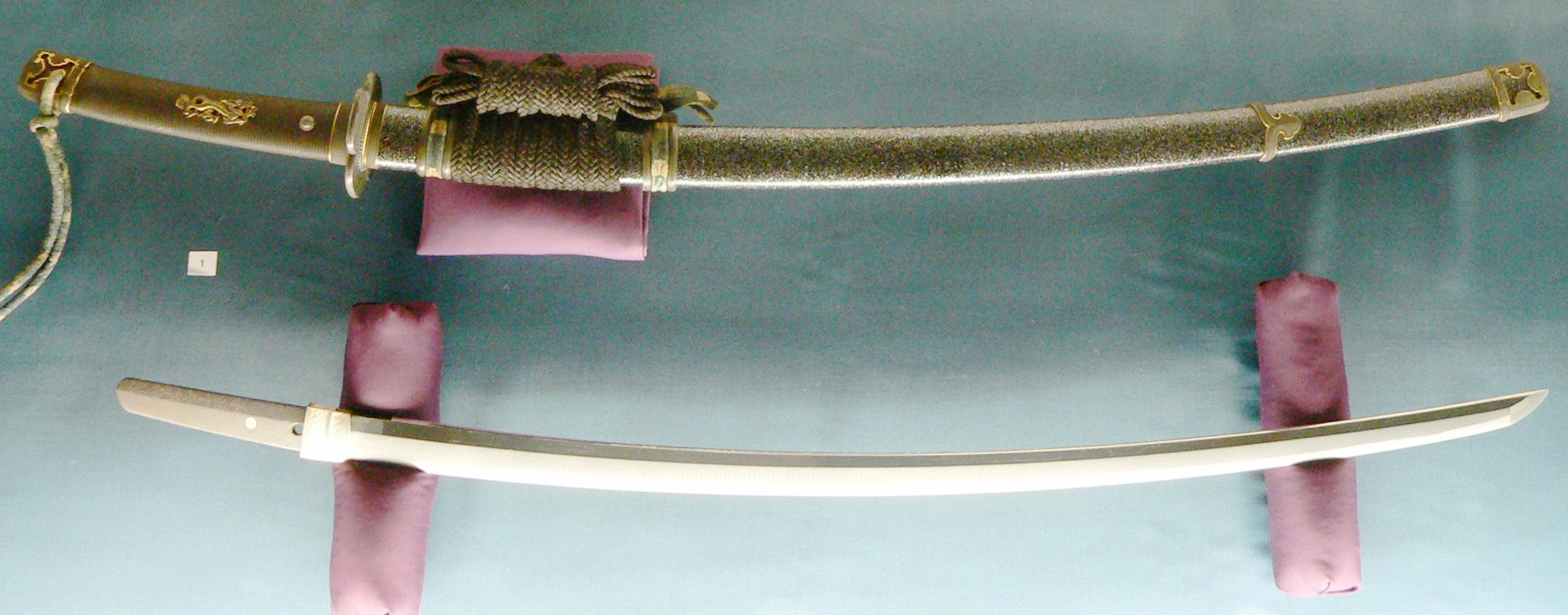
비젠 오사후네 스케사다가 주조한 타치. 이쇼 12년(1515년) 2월 어느 날에 주조되었다. 칼집이 "아오가이-나시지"에 황금 장식이 되어 들어가 있다. 1907년 장식됨, 1987년 마지막으로 정리됨.

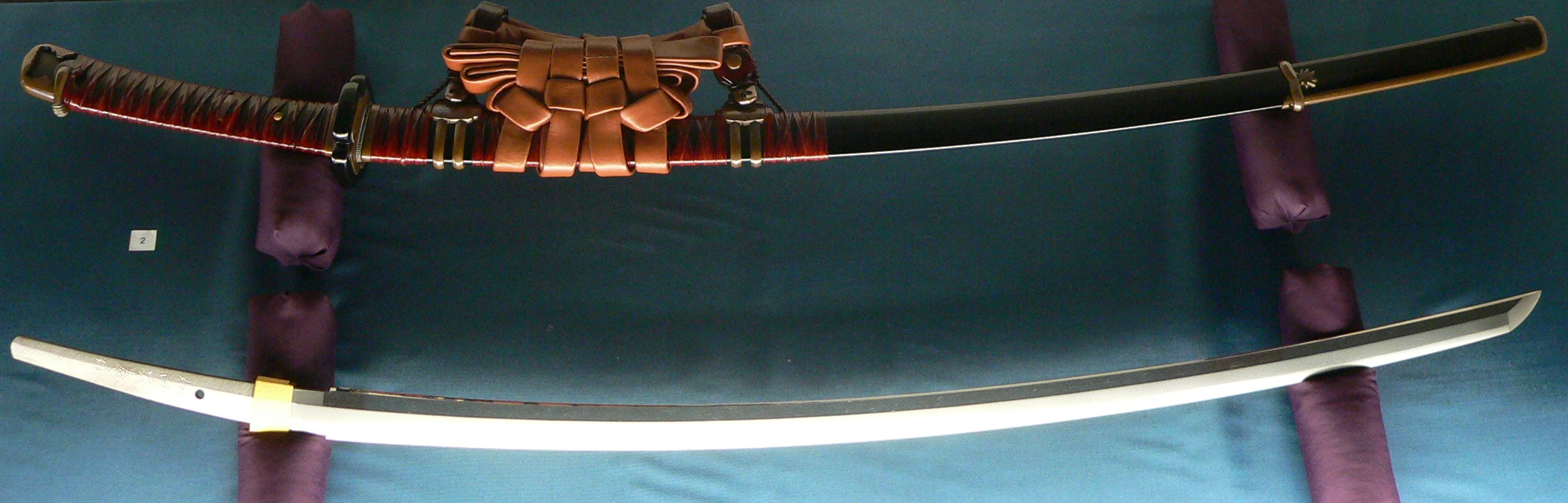
마츠사다 츠구야스가 1997년 주조한 타치. 코시레 형식으로 1999년 타케야마가 장식하였다. 헤이안 시대(11세기)의 기병도를 본따 만들었다.

타치(일본어: 太刀)는 우치카타나보다 약간 더 길고 더 휜 일본도를 일컫는 말이다. 하지만 일부 서적이나 사료에 따르면 같은 칼을 "칼날이 위로 향하게" 매면 타도가 되고 "칼날이 아래로 향하게" 매면 타치가 된다고 부르기도 한다. 타치는 결국 우차카타나에 밀려 인기를 잃었다. 우치카타나 이전의 장도들은 평균적으로 78cm 정도의 칼날 길이를 가졌다. 우치카타나는 평균적으로 70cm 정도의 칼날 길이를 가진다. 우치카타나와 달리 타치는 허리띠에서부터 "칼날이 아래를 향하게" 매었고, 주로 기병이 사용하였다. 소태도와 야태도는 태도의 변형판이다. 태도가 협차보다는 길지만 소도 크기로 축소되면 소태도라고 불렀고, 본래 길이보다 더 길어지면 야태도라고 불렀다. 현존하는 가장 긴 야태도는 15세기에 만들어진 것으로 보이는 총 길이 3.7m(칼날 길이 2.2m)의 칼이다. 하지만 이 칼은 의식용으로 보인다. 1600년대에 많은 야태도들이 타도 크기로 잘려졌다. 현존하는 대부분의 태도는 복원되거나 다시 만들어진 것이며, 진품 태도는 희귀하다.

## 사용
태도는 주로 기병들이 사용했는데, 태도의 형태와 절삭력은 말 위에서 보병들을 베기에 적합했다. 근접전에서도 사용할 수는 있었지만, 말 위에서 사용할 때보다 어색했다. 이러한 점 때문에 현대 일본도의 대명사인 타도가 개발되었다.
태도는 타도가 등장하기 전까지 봉건 무사 계급의 주무장이었다. 나중에는 두 가지 형태로 분화되었는데, 그 두 가지는 칼을 어떻게 차고 다니는가와 칼날의 형태로 구분되었다. 일본 봉건 말기(센고쿠와 에도)에 유명한 전사들은 대부분 칼날이 아래로 향하게 차는 태도 스타일을 애용했다.

## 같이 보기
- 타도
- 협차
- 야태도